# آلیسن اشلی آرم
آلیسن اشلی آرم (انگلیسی: Allisyn Ashley Arm؛ زادهٔ ۲۵ آوریل ۱۹۹۶) یک هنرپیشه کمدین اهل ایالات متحده آمریکا است. وی از سال ۱۹۹۸ میلادی تاکنون مشغول فعالیت بوده‌است.
وی بازیگر فیلم‌هایی همچون فرندز، ملاقات دیو، سلطان کالیفرنیا، آقای وودکاک و هنوز وایسادیم بوده است.